# Велике Кірдяшево
Велике Кірдя́шево (рос. Большое Кирдяшево) — село складі Наровчатського району Пензенської області, Росія.
Населення — 316 осіб (2010; 315 у 2002).
Національний склад станом на 2002 рік:
- росіяни — 94 %